# Statul Shan
Statul Shan, cunoscut și sub endonimul Shanland, este un stat din Myanmar. Statul Shan se învecinează cu China (Yunnan) la nord, Laos (provinciile Louang Namtha și Bokeo) la est și Thailanda (provinciile Chiang Rai, Chiang Mai și Mae Hong Son) la sud și cu cinci diviziuni administrative ale Birmaniei (Myanmar) la vest. Cea mai mare dintre cele 14 diviziuni administrative ale Myanmarului după suprafață, statul Shan are 155.800 km2, aproape un sfert din suprafața totală a țării. Statul își trage numele de la numele birmanez al popoarelor tai: „popor shan”. Tai (shan) constituie majoritatea dintre mai multe grupuri etnice care locuiesc în zonă. Shan este în mare parte rural, cu doar trei orașe de dimensiuni semnificative: Lashio, Kengtung și capitala, Taunggyi. Taunggyi se află la 150,7 km nord-est de capitala națională Naypyitaw.
În statul Shan, cu multe grupuri etnice, există mai multe miliții etnice înarmate. În timp ce guvernul militar a semnat acorduri de încetare a focului cu majoritatea grupurilor, vaste zone ale statului, în special cele aflate la est de râul Salween, rămân în afara controlului guvernului central și, în ultimii ani, au intrat sub o puternică influență economică și politică a etnicilor chinezi. Alte zone sunt sub controlul unor grupuri militare precum Armata Statului Shan.
Conform datelor Oficiului Națiunilor Unite pentru Droguri și Crimă (UNODC), statul Shan este regiunea care produce cel mai mult opiu în Myanmar, reprezentând  în 2020 82% (331 t) din producția totală a țării (405 t). Cu toate acestea, cultivarea macului de opiu a scăzut din 2015 de la an la an. În 2020, cultivarea în statul Shan a scăzut cu încă 12%, cu reduceri având loc în Shan de Est, Nord și Sud, cu scăderi respective de 17%, 10% și 9% față de nivelurile anterioare din 2019.